# Libertad (buque)
El Libertad, inicialmente bautizado 17 de Octubre, fue un buque de pasajeros de la marina mercante argentina que prestó servicio en la Flota Argentina de Navegación de Ultramar entre 1950 y 1961; y en la Empresa Líneas Marítimas Argentinas entre 1961 y 1973.

## Historia
Construido (junto a otros dos gemelos) por Vickers-Armstrong en Inglaterra por pedido del IAPI, el 17 de Octubre fue incorporado por la Flota Argentina de Navegación de Ultramar (FANU) en 1950. Era un buque de pasajeros dotado de bodegas para el transporte de carnes. Su nombre cambió por Libertad a partir de 1955. Fue transferido a la Empresa Líneas Marítimas Argentinas (ELMA) en 1961; y fue objeto de reformas para comenzar viajes a Europa. En 1968 protagonizó el primer crucero a la Antártida, que repitió en 1971 y 1972. En 1972 recaló por primera vez en Stanley, islas Malvinas. En 1973, yendo de vuelta de un crucero antártico con turistas extranjeros a bordo, sufrió una baradura en Ushuaia y luego un incendio en Buenos Aires. Le llegó la baja en ese mismo año.